# Lahvîci, Liubeșiv
Lahvîci (în ucraineană Лахвичі) este un sat în comuna Țîr din raionul Liubeșiv, regiunea Volînia, Ucraina.

## Demografie
Componența lingvistică a localității Lahvîci
     Ucraineană (99,8%)
     Alte limbi (0,2%)
Conform recensământului din 2001, majoritatea populației localității Lahvîci era vorbitoare de ucraineană (99,8%), existând în minoritate și vorbitori de alte limbi.